# Костис Паламас
Костис Паламас (13. јануар 1859-27. фебруар 1943) био је грчки поета, који је написао речи олимпијске химне.

## Биографија
Он је био централна фигура грчке литерарне генерације из осамдесетих година прослог века и један од суоснивача тзв. Нове атинске школе, заједно са Георгисом Дросинисом, Никосом Кампасом, Јонисом Полемисом.
Рођен у Патрасу, завршио је основну и средњу школу у Мисолонгију. 1887. године уписао је Школу за права, економију и политичке науке, Универзитета у Атини али је убрзо напустио своје студије.
Од 1880 - их ради као новинар. Објавио је своју прву колекцију стихова " Песме моје отаџбине " 1886. год. радио је у администрацији при Атинском универзитету 1897-1926. и умро током немачке окупације Грчке током Другог светског рата. Његова сахрана била је главни догађај грчког отпора. Посмртна песма, коју је компоновао и рецитовао његов колега поета Ангелос Сикелианос узбудила је и додатно наљутила ожалошћене и кулминирала љутитом демонстрацијом од сто хиљада људи против нацистичке окупације.
Паламас је написао текст олимпијске химне, коју је компоновао Спиридон Самарас.Химна је премијерно извођена током летњих олимпијских игара 1896. године, уједно првих модерних олимпијских игара. Химна је онда одложена на полицу, зато сто је сваки град домаћин од тада па до зимских олимпијских игара 1960. године користио оригиналну песму за своју прославу игара, али ова Паламасова и Сарамасова верзија је проглашена званичном плимпијском химном 1958. и од тада је извођена на свакој прослави од зимских олимпијских игара 1960. године.
Паламас се неформално сматра националним песником Грчке и блиско је повезан са борбом да се модерна Грчка ослободи пуристичког језика, као и са политичким либерализмом. Доминирао је књижевним животом тридесет и висе година и увелико утицао на политичко - интелектуалну климу свог времена.
Ромен Ролан сматрао га је највећим поетом Европе и био је два пута номинован за Нобелову награду за књижевност, али је никада није добио. Његова најзначајнија песма " 12 лица циганина" води нас на филозовски и поетски пут.